# Blue Sox de South Bend
Les Blue Sox de South Bend (en anglais : South Bend Blue Sox) sont un club de baseball féminin basé à South Bend (Indiana) aux États-Unis, qui opère en All-American Girls Professional Baseball League de 1943 et 1954. Les Blue Sox remportent deux fois le titre de l'AAGPBL en 1951 et 1952.
Parmi les joueuses des Blue Sox, citons la lanceuse Jean Faut, meilleure moyenne de points mérités en 1950, 1952 et 1953, et meilleure moyenne au bâton en 1949, ainsi que la canadienne Daisy Junor qui évolue durant deux ans et demi avec l'équipe. 